# Horário universal
Se denomina horário universal ao horário de 24 horas que se inicia a partir do meridiano de 180º, que é o que se emprega em todo mundo como linha internacional de mudança de data. Da mesma forma que nos dias começam às 12 da noite (às 24h) em dita linha, também as horas da cada dia começam ali, sendo que não pode existir outro meridiano de início da cada dia em outro lugar, como se indica no artigo sobre a UTC: A hora GMT está baseada na posição média do Sol e foi definida pela primeira vez a partir do meio dia de Greenwich, mas a 1 de janeiro de 1925 adoptou-se a convenção de que a jornada começasse à meia noite, atrasando naquele dia 12 horas e a partir do qual GMT se segue definindo a partir da meia-noite de Greenwich. Mas esta ideia contrapõe-se drasticamente ao que estabelece à linha internacional de mudança de data estabelecida no meridiano de 180º que cruza o Oceano Pacífico. Se um dia qualquer começasse às 12 da meia-noite na UTC (isto é, no meridiano de Greenwich), o início do Ano Novo produzir-se-ia em Greenwich, para perto de Londres, quando todos sabemos que receber no Ano Novo ocorre primeiro na Austrália (mais para perto de a Linha Internacional da Mudança de Data) que em Londres. O que é pior é que também o Reino Unido aceita a hora e o início do dia no meridiano de 180º que aproximadamente se toma como linha internacional de mudança de data. Mais ainda: nos países que têm longitude oriental (entre o meridiano de 180º e o de Greenwich) sai o Sol antes que no meridiano de Greenwich, pelo que não poder-se-ia empregar a este último como o meridiano de origem para contar o começo dos dias. Os horários de caminhos-de-ferro e de aviões em todo mundo usam este horário universal que começa na linha internacional da mudança de data. Foi Sandford Fleming quem criou este conceito de um horário universal no século XIX. Se todo mundo, incluindo o Reino Unido, aceita a Linha Internacional da Mudança de Data para o início da cada dia em horas da meia-noite, e portanto, o horário desse mesmo dia, dito horário se converte no horário universal e assim, a UTC ou a GMT (Greenwich Mean Time) carecem absolutamente de sentido científico e prático.

## Fundamentação
O horário universal dispõe-se em 24 fusos horários a partir do meridiano de 180º para o Oeste. A cada um destes fusos horários tem 15º de amplitude (isto é, de longitude geográfica). De maneira que o primeiro fuso horário começa no meridiano de 180° e termina no de 165° de longitude Leste. Assim, a hora que marca um meridiano múltiplo de 15 rege para o fuso horário que se dispõe a seguir, em direcção sempre para o Oeste, que é o mesmo movimento aparente do Sol. Desta maneira, a hora do meridiano de Greenwich regeria para o fuso horário localizado entre este meridiano e o de 15° Oeste e corresponderia ao fuso horário décimo terceiro. Por último, o fuso horário vigésimo quarto seria o que se encontra localizado entre o meridiano de 165° Oeste e o de 180°. Esta concepção, apesar da sua lógica arrastante, contradiz o que se estabeleceu tradicionalmente nos estudos sobre o meridiano de Greenwich e sobre o conceito dos fusos horários. Razões políticas e de outro tipo têm prevalecido na manutenção de um erro que, no século XXI resulta já insustentável.

## Greenwich e os fusos horários

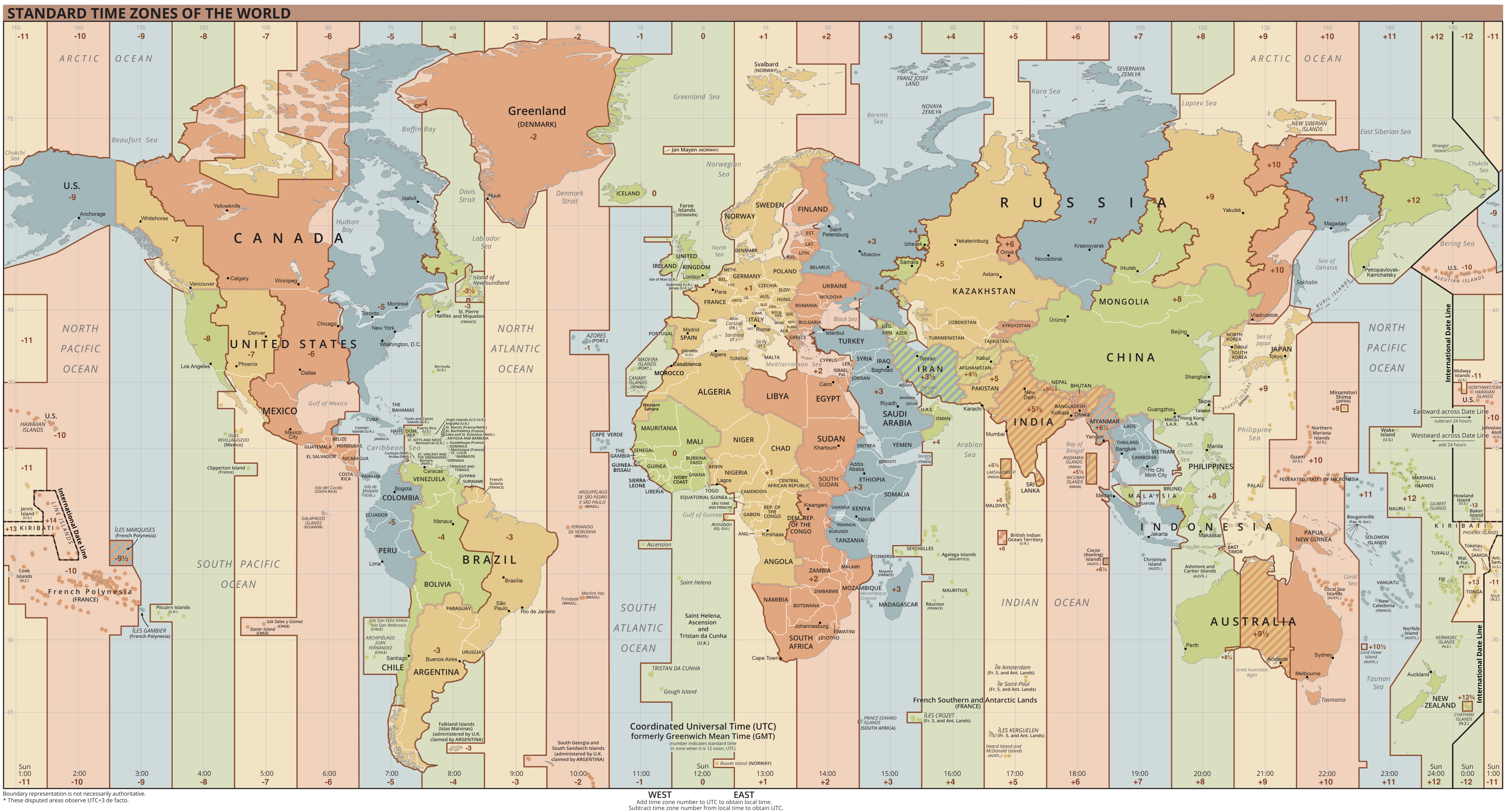
Fusos horários actuais, assinaladas nas bordas superior e inferior do mapa e hora legal da cada país ou parte de um país no caso de grandes extensões, indicada com diferentes cores.

Convencionalmente veio-se seguindo uma concepção equivocada que considera ao meridiano central da cada fuso o que define a dito fuso horário, de maneira que os meridianos que limitam a cada fuso serão múltiplos de 7,5º e não de 15º como deveria ser. Este erro tem ocasionado, a sua vez, dois problemas sem solução: o primeiro é que o meridiano de Greenwich constitui o centro do primeiro fuso horário que se encontra entre os meridianos 7,5° E e 7,5° W. Como resulta lógico, um fuso horário não deveria estar dividido em duas metades com longitudes geográficas diferentes. A sua vez, este problema dá origem à incongruencia de que entre o meridiano de Greenwich e o de 15° W (por exemplo), não existe um fuso horário senão duas metades de dois fusos diferentes (UTC e UTC-1). O segundo problema é ainda mais grave e consiste em que ao levar o horário UTC ao Antimeridiano de Greenwich (agora meridiano de 180º), dito meridiano localizar-se-ia no centro de um fuso horário que, não só ficaria dividido em duas metades de longitudes diferentes (longitude Lste ao Oeste e longitude Oeste ao Leste) senão que essas metades têm, em realidade, datas diferentes, já que, por definição, o meridiano de 180° é o que se toma como Linha internacional de mudança de data um acordo vigente e convencionalmente lembrado, inclusive pelo Reino Unido.
Por outro lado, falar de Time zones como o horário da cada país indicado com uma cor diferente complica a ideia de que não é a cada país o que pode mudar o fuso horário (como sucedeu na Venezuela a começos de 2008) senão que tão só pode definir ou modificar a hora legal (também chamada hora civil ou horário civil, bem como se fala do calendário civil). Em outras palavras: os fusos horários estão indicados, como se assinala no mapa, nas bordas inferior e superior do mesmo e além de ser invariáveis (15° de amplitude no sentido da longitude geográfica), não se podem modificar, senão adoptar (ou não) pelas autoridades da cada país.
Seguir mantendo a ideia de que o meridiano de Greenwich (ou o UTC, já que para o caso é o mesmo) está no centro do fuso horário inicial (UTC) leva a uma contradição raiana no inexplicável já que se o meridiano de Greenwich (ou UTC) está no centro do fuso horário UTC (recordemos que o meridiano de Greenwich ou o UTC segue sendo o meridiano 0° ou meridiano origem para o cálculo da longitude geográfica), o primeiro fuso horário abarca, como se assinalou, desde o meridiano de 7,5° E até o meridiano de 7,5° W. No entanto, na prática não se considera assim com o que se pode demonstrar facilmente o erro de seguir mantendo o conceito do Tempo universal como está assinalado na versão inglesa. Se seguisse-se mantendo a ideia do Tempo universal explicada na Wikipedia em inglês, a mudança da hora legal da Venezuela que recentemente (janeiro do 2008) levou a cabo o seu governo (se atrasou o relógio meia hora) tivesse significado ter uma diferença com Greenwich de 4 horas, e não 4 e meia, como em realidade sucedeu. Significa isso que a consideração de Greenwich no centro dos fusos horários só se emprega em Greenwich, enquanto a partir do UTC-1 se começam a contar os fusos horários a partir de um múltiplo de 15° para o Oeste. Sendo este o "arranjo" que se fez, isso significa que o médio fuso horário entre os 7,5° E e o de 15° W não pertence a nenhum fuso horário e isso invalida por completo o mapamundi com os fusos horários. Este mapa incluiu-se aqui com o fim de mostrar que o mesmo nega a existência de um horário universal, que deveria estar dividido em 24 fusos horários de 15° a cada um, a partir do fuso horário I que começa na linha internacional da mudança de data para o Oeste, até chegar ao fuso horário XXIV, entre o meridiano de 165° E e o meridiano de 180°, isto é, a linha internacional da mudança de data.

## A UTC, os fusos horários e a hora legal
Tanto o conceito de UTC como o do Tempo sideral são conceitos algo complicados porque apresentam verdadeiro grau de ambiguedade, se nos regularmos à forma como estão explicados convencionalmente em diferentes obras e também na Wikipédia. As razões disso estão no facto de que se pretende substituir o conceito de GMT mas não o da Linha internacional de mudança de data e ambos conceitos são mutuamente excludentes: é lógico que um mesmo dia não pode começar em dois meridianos separados entre si por 12 fusos horários. E também se quer substituir ao conceito de Horário Universal como se entende aqui, pelo de Tempo Universal Coordenado, cujo meridiano origem seria o de Greenwich ou, mais precisamente o que se explica neste artigo. Tratemos de explicar esta ideia retomando o que se diz no proprio artigo sobre o Tempo Universal Coordenado ou UTC:
A hora GMT, ao estar baseada na posição do sol, começa a contar-se a partir do meio dia enquanto a hora UTC começa à meia-noite ou hora 0. Esta diferença conceptual faz que a hora UTC seja necessariamente escrita como 24 horas. Assim dizer a 1:00 pm UTC é incorreto, o correcto isto é as 13:00 UTC, da mesma forma é erróneo referir-se às 13:00 GMT senão que deveria se dizer a 1 pm GMT.
Com respeito ao parágrafo anterior convém estabelecer o seguinte:
- A hora GMT (Greenwich Meridian Time) não se começa a contar a partir do meio dia por estar baseada na posição do sol senão porque o meio dia em Greenwich corresponde às 12 do meio dia do dia que começou, obviamente, 12 horas antes, isto é, às 12 da noite na Linha internacional de mudança de data. Faz muito tempo que todos os países do mundo (incluindo ao Reino Unido) estiveram de acordo com a ideia de que nos dias não devem começar pelo meridiano de Greenwich senão pela Linha correspondente ao meridiano de 180°, pelo que em Inglaterra não se pode agora decidir uma ideia diferente.
- Se fizéssemos caso à ideia de que os horários de 24 horas começam no meridiano de Greenwich às 0 horas da cada dia teríamos o paradoxo de que as datas alterariam para as 12 do dia, que seria a hora nesse momento na linha internacional da mudança de data. Isso significaria que na Argentina (15 fusos horários após a Linha internacional da mudança de data) começariam nos dias antes de que o fizessem no meridiano central do Oceano Pacífico.
- A hora legal é a que estabelece a cada país para que reja em seu território de acordo com a sua conveniência. Não guarda uma correspondência perfeita com o conceito dos fusos horários. Era uma ideia já proposta (ainda que sem empregar este nome) por Sandford Fleming faz mais de um século, que foi recusada pela conferência sobre o meridiano origem (meridiano 0), indicando que isso correspondia à decisão da cada país. Agora é o proprio conceito dos fusos horários empregado em Inglaterra no artigo sobre a UTC o que indica minuciosamente o horário UTC da cada país. Desde depois, em dito artigo não se faz senão indicar as horas estabelecidas pela cada país de maneira independente da sua propria longitude geográfica. E em realidade, um problema que já tinha sido proposto por Fleming faz muito tempo tem vindo a se retomar agora, ainda que em forma algo diferente que a que Fleming tinha proposto.

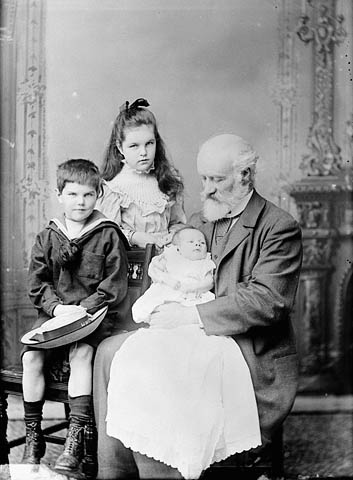
Sir Sandford Fleming, com seus filhos, em 1893, 14 anos após ter proposto sua ideia sobre um horário universal.

## Um sistema coerente de fusos horários
É muito curioso que um sistema de fusos horários que fosse coerente tanto desde o ponto de vista científico como do prático foi estabelecido faz muito tempo, muito antes, inclusive, de todas as decisões que tivessem que ver com o tema e que se ditaram como resultados em torno de Conferências internacionais, como a que se realizou em Washington (Conferência Internacional sobre o primeiro meridiano, em 1884) ou a que criou o conceito da UTC para unir o primeiro meridiano a um relógio atómico. O que propôs este sistema em 1879 foi Sandford Fleming:
Após perder um comboio na Irlanda porque o horário impresso dizia p.m. em vez de a.m., Sandford Fleming propôs um horário universal de 24 horas que não estivesse unido a nenhum meridiano em particular. Sugeriu então que os fusos horários poderiam ser usados localmente, mas sempre subordinados a um horário único para todo mundo. Numa reunião realizada no Royal Canadian Institute a 8 de fevereiro de 1879, Sandford Fleming propôs que o horário universal regular tivesse como meridiano de origem ao Antimeridiano de Greenwich, denominado agora como o meridiano de 180°. Esta nova proposição veio a solucionar o problema inicial, já que os horários de todo mundo devem ter uma única origem (um meridiano que se tome como origem) para ser um sistema coerente. Continuou promovendo o seu sistema do horário universal em conferências internacionais, incluindo a Conferência Internacional do Meridiano efectuada em 1884 em Washington (Estados Unidos). Esta Conferência aceitou uma versão diferente do Tempo Universal, mas recusou aceitar o seu conceito de fusos horários, estabelecendo que isso era um assunto local que ficava fora dos seus alcances. Não obstante, para 1929, todos os principais países do mundo tinham aceitado a divisão do nosso planeta em zonas ou fusos horários e, curiosamente, se veio a propor de uma forma que punha em evidência a maior utilidade da ideia original de Sandford Fleming.
Todas as decisões internacionais com respeito a este tema ao longo dos anos foram tomadas sem ter em conta a lógica da proposição feita por Sandford Fleming. Dai as inconsistencias de conceitos como o próprio do Tempo Universal Coordenado ou UTC no que se estabelece que nos dias começarão a se contar a partir de 0 horas no meridiano origem da própria UTC que fica ligeiramente à esquerda do meridiano de Greenwich (ao Oeste). Ninguém tem feito caso desta decisão estabelecida por várias instituições britânicas, nem sequer os próprios caminhos-de-ferro britânicos porque quando são as 12 da noite em Londres começa um novo dia, no mesmo dia que já tinha começado 12 horas antes na Linha internacional de mudança de data. Esta decisão levada à prática converte ao conceito de UTC em algo sem valor, que não tem possibilidade de uso prático e, ao mesmo tempo, vem a reforçar a proposta original de Sandford Fleming faz mais de 130 anos[].